# Молодёжная алия

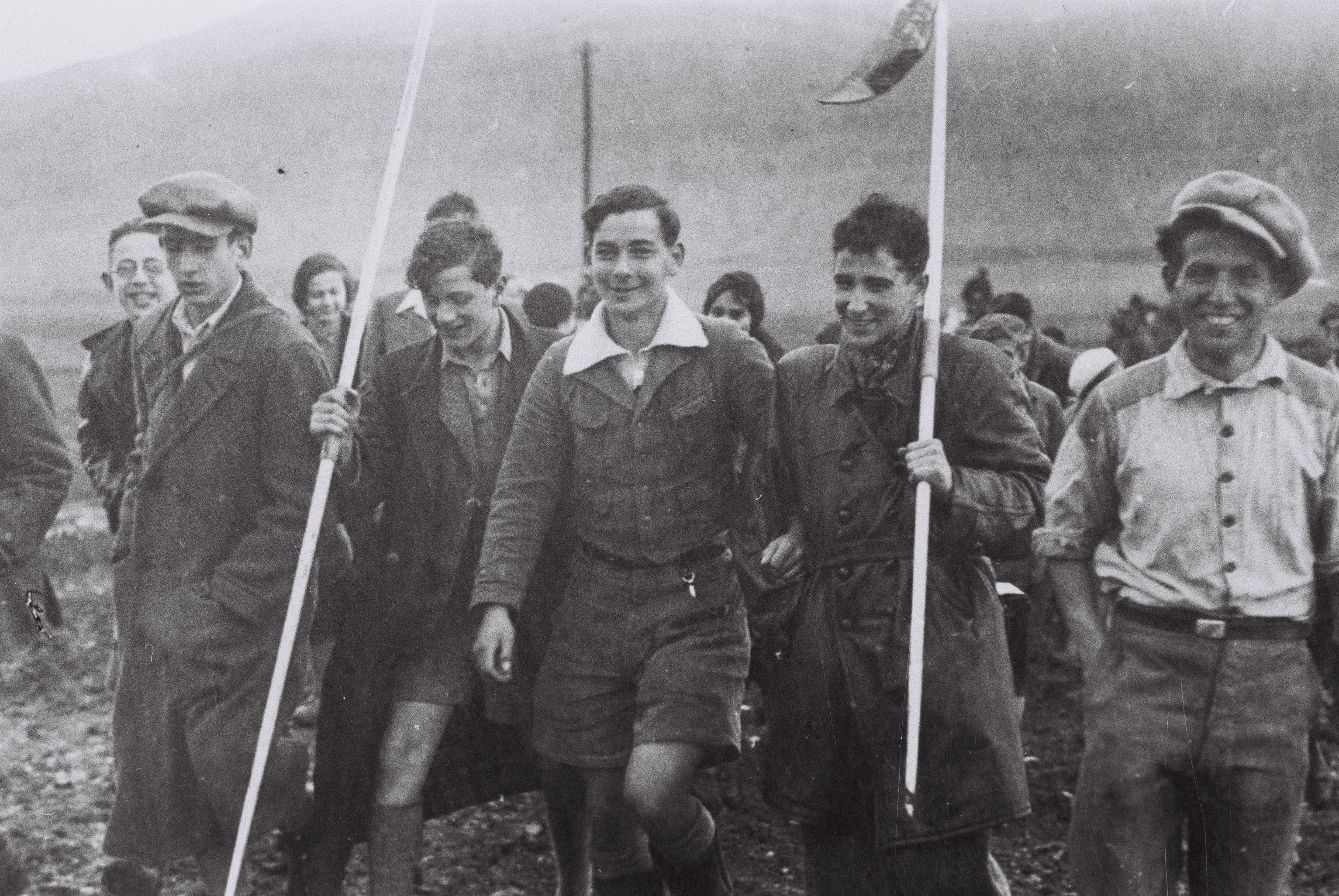
Первые молодые репатрианты из Германии на прогулке в кибуце Эйн-Харод

Молодёжная алия (ивр. עליית הנוער‎ — Алия́т ха-но́ар) — сионистская организация, занимавшаяся спасением еврейских детей и молодёжи от нацистов во времена нацистской Германии. Всего было спасено около 22 000 человек. В рамках молодёжной алии, еврейскую молодёжь вывозили в Палестину и поселяли в кибуцах и молодёжных деревнях.

## История
В 1932 году к сионистской деятельнице Рехе Фрайер обратилась группа молодых немецких евреев, которых уволили с работы по национальному признаку. Фрайер предложила им въехать в Палестину как учащимся, так как это было разрешено британскими законами в Палестине.
После прихода к власти нацистов в Германии перед немецким еврейством нависла угроза уничтожения. В связи с этим на 18 сионистском конгрессе в Праге, прошедшем в августе 1933 года, была поддержана идея создания организации по спасению еврейской молодёжи Германии.
Руководил работой организации специальный отдел, созданный при еврейском агентстве.
Первой главой организации стала Генриетта Сольд, которая сначала скептически отнеслась к идее создания подобной организации, она считала что уровень образования в Германии был на порядок выше, чем в подмандатной Палестине. Однако ей пришлось переменить своё мнение после прихода к власти в Германии Адольфа Гитлера и принятия Нюрнбергских расовых законов.
В период между 1933 и 1939 годом при помощи молодёжной алии в подмандатную Палестину прибыло более 5 тысяч детей, в основном из Германии (60 %) и из Австрии (20 %). В этот период британские власти ограничили еврейскую иммиграцию в Палестину из-за угрозы арабского восстания, и поэтому 15 тысяч детей еврейского происхождения были размещены в странах Западной Европы и Великобритании.
Начиная с 1941 года в Палестину начали приезжать дети из арабских стран. Часть из них, более тысячи, прибыли в страну нелегально.
В 1943 году 800 детей польских евреев, которые добрались в Иран через СССР, были размещены в Тегеране, а после отправлены в Палестину. По вопросам воспитания прибывших детей, разгорелись жаркие споры. Религиозное население настаивало на получении детьми, которые в большинстве своем были сиротами, религиозного образования. Еврейское агентство решило, что дети старше 14 лет имеют право выбрать, какое образование они хотят получить, а дети, чей возраст был менее 14 лет, должны были получить образование, соответствующее образу жизни в родительском доме.
После окончания Второй мировой войны эмиссары из Эрец-Исраэль и бойцы Еврейской бригады были посланы в Европу, чтобы найти выживших после Холокоста еврейских детей и собрать их в специальных транзитных пунктах, для последующей переправки в Палестину. В период между 1945 и 1948 годами молодёжная алия ввезла в страну более пятнадцати тысяч детей из Европы, уцелевших во время Холокоста.
После провозглашения независимости Израиля организация занялась переправкой и обустройством еврейской молодёжи со всего мира в молодое еврейское государство. Так между 1948 и 1970 годами, через молодёжную алию прошло 93,5 тыс. человек, около 52 % из Северной Африки и Азии, 31 % из Европы и Америки и 17 % из Израиля (главным образом африканского и азиатского происхождения)
Всего через организацию в период между 1934 и 1970 годом прошло 124 702 человека.

## Награды
В 1958 году молодёжная алия была удостоена Государственной премии Израиля в области образования.

## Галерея

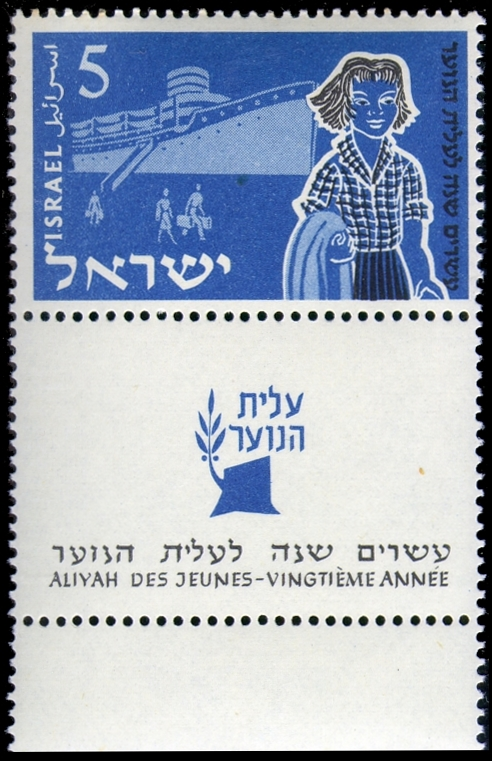
Израильская марка, посвящённая молодёжной алие, до провозглашения независимости.
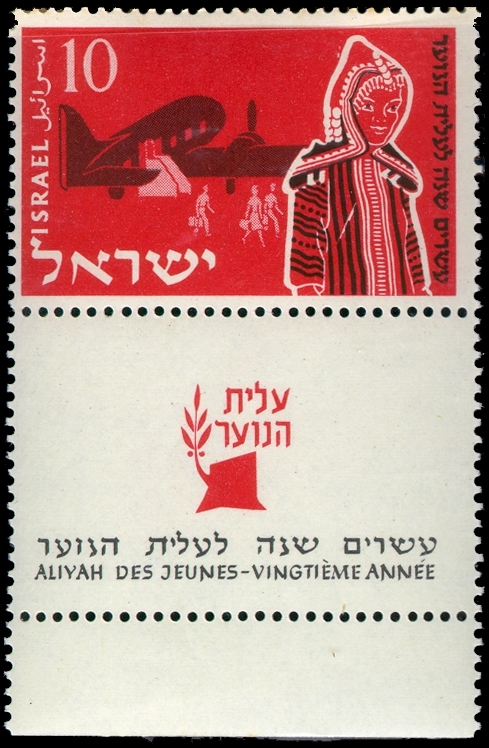
Израильская марка, посвящённая молодёжной алие, после провозглашения независимости.
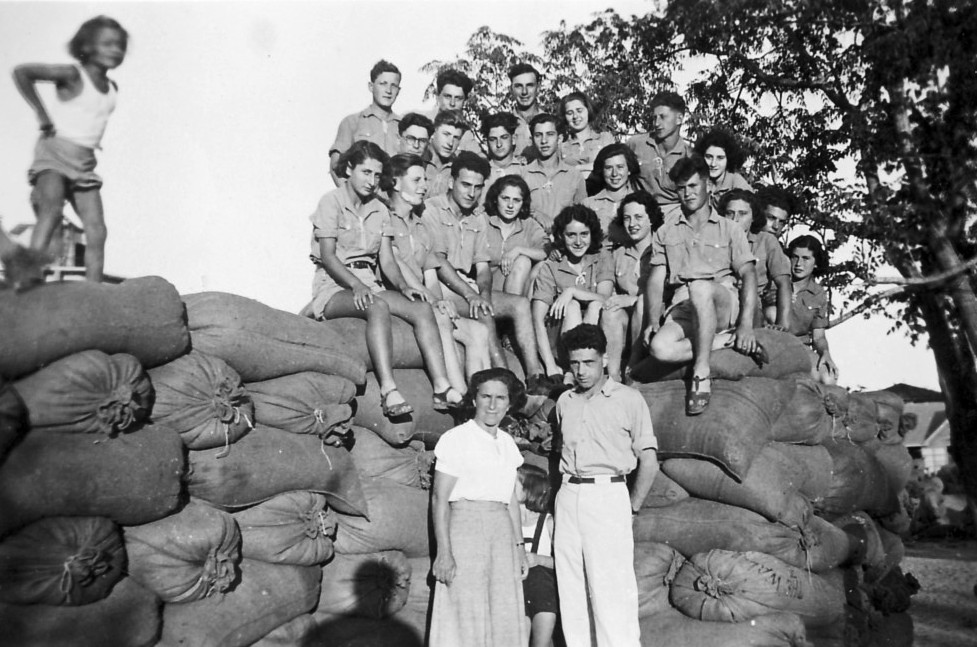
Молодые репатрианты в Израиле, 1946 год, кибуц Ган-Шмуэль.